# Euthyone tincta
Euthyone tincta är en fjärilsart som beskrevs av George Francis Hampson 1900. Euthyone tincta ingår i släktet Euthyone och familjen björnspinnare. Inga underarter finns listade i Catalogue of Life.